# Spezzata (nautica)
In navigazione si definisce spezzata una curva composta da un insieme di tratti lossodromici facenti parte di una ortodromia. 
Essa rappresenta la tecnica grafica per poter seguire una traiettoria ortodromica facendo uso della carta di Mercatore.
Esistono due metodi di tracciamento di una spezzata:
- la "spezzata per punti" nella quale i punti di origine e fine dei vari tratti lossodromici sono punti del cerchio massimo, ovvero dell'ortodromia alla quale la spezzata si riferisce;
- la "spezzata per tangenti", nella quale i tratti lossodromici sono tangenti al cerchio massimo.

Tra le due spezzate, nella pratica viene più usata quella detta "per punti", sebbene la più conveniente in termini di distanza percorsa sia in realtà quella per tangenti, la quale trovandosi, nella sua naturale posizione, più spostata verso il polo, ovvero all'esterno dell'ortodromia, verso la parte convessa del cerchio massimo, risulta essere leggermente più breve.